# Хун, Саммо
Хун Цзиньба́о (иер. трад. 洪金寶, кант.-рус.: Хун Кампоу, пиньинь: Hóng Jīnbǎo, более известный как Са́ммо Хунг Кам-Бо или Са́ммо Хун; род. 7 января 1952, Гонконг) — гонконгский и американский кинорежиссёр, актёр, продюсер, постановщик боевых сцен в кино.

## Биография
В семье был старшим ребёнком. Учился в Пекинской оперной школе (имел прозвище «Большой Брат»); по окончании школы изучал боевые искусства, продолжая обучение с партнёрами по съёмочной площадке. В детские годы часто вступал в драку, защищая младших.
Снимался с Брюсом Ли, ставил хореографию боёв в фильмах Джеки Чана, Джона Ву и др. Саммо Хун в 1980-х сыграл значительную роль в формировании жанра кунг-фу-боевика. По его словам, становиться актёром не планировал, больше уделяя внимание режиссуре и постановкам сцен. В 1998 году, после выхода телесериала «Китайский городовой», был включён журналом People в список «25 наиболее интригующих людей года». Об участии в сериале вспоминал так: «Меня разочаровывало качество гонконгских фильмов. В Гонконге всё делалось наспех. Это ужасно! Я был очень зол на всю систему гонконгского фильмопроизводства. Я перестал там снимать и решил перебираться в Америку».
Саммо Хун, на его счету более 170 разных проектов, стал одной из наиболее влиятельных фигур в гонконгском кинематографе. Несмотря на своё телосложение (при росте 168 см он весит почти 100 килограммов), является отличным спортсменом и старшим из знаменитой «семёрки везунчиков» (англ. Seven Little Fortunes) — группы выпускников частной гонконгской школы жанра «Пекинская опера», ставших всемирно известными (наряду с Джеки Чаном, Юэнем Бяо, Кори Ёнем и др.).
Своё прозвище «Сань Мао», что на кантонском диалекте китайского языка значит «три волосинки» (иер. трад. 三毛, кант.-рус.: са:ммоу, палл.: саньмао), Хун Цзиньбао получил от друзей. Это было имя одного толстенького персонажа из популярных в те[какие?] времена мультфильмов, которое происходило от выражения «sam mo», «три волоска», так как на макушке этого мультипликационного героя было всего три волосинки.

### Личная жизнь
Имеет четверых детей. Живёт в Гонконге и Лос-Анджелесе. Увлекается рыбалкой и игрой в гольф.

## Фильмография

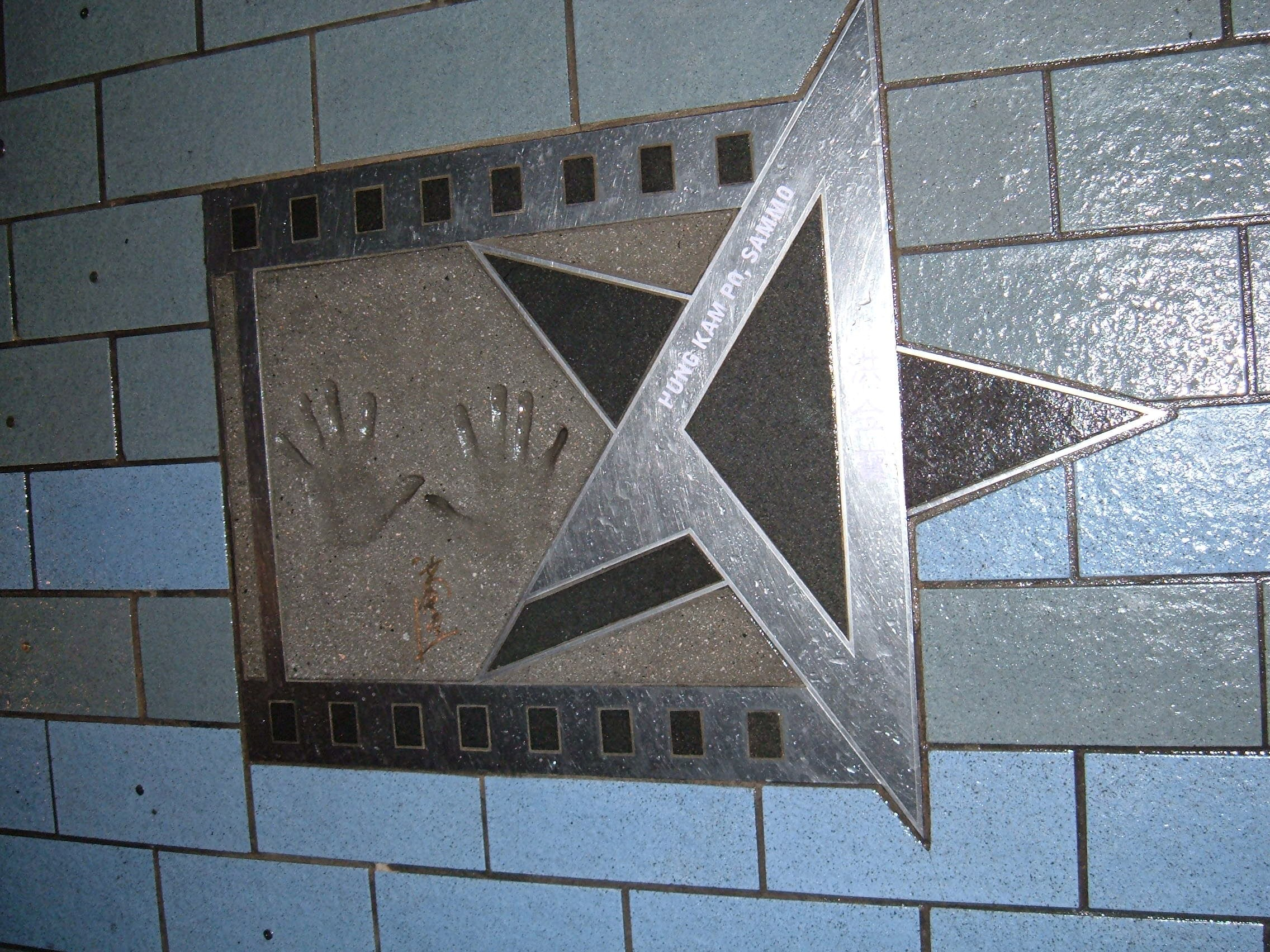

| Год       |   | Русское название                      | Оригинальное название                                                | Роль                                                           |
| --------- | - | ------------------------------------- | -------------------------------------------------------------------- | -------------------------------------------------------------- |
| 1970      | ф | Пять братьев                          | Brothers Five                                                        | охранник эскорта                                               |
| 1973      | ф | Выход дракона                         | Enter the Dragon                                                     | боец из Шаолиня                                                |
| 1974      | ф | Турнир                                | 中泰拳壇生死戰                                                       | член Ассоциации Боевых Искусств                                |
| 1974      | ф | Небесный ястреб                       | Huang Fei-hong xiao lin quan                                         | Фэйфэй / Толстяк                                               |
| 1975      | ф | Человек из Гонконга                   | 直搗黃龍                                                             | Вэнь Чжань                                                     |
| 1977      | ф | Монах с железным кулаком              | San De he shang yu Chun Mi Liu                                       | Хоукер                                                         |
| 1978      | ф | Игра смерти                           | Game of Death                                                        | Лок Ям                                                         |
| 1978      | ф | Выход толстого дракона                | Fei Lung gwoh gong                                                   | Вон Лун                                                        |
| 1978      | ф | Воины вдвоём                          | Warriors Two                                                         | Фэй Чхёнь                                                      |
| 1979      | ф | Невероятный мастер кунг-фу            | Seng Muk Jai Gu Waak Jiu                                             | Фэй Чай                                                        |
| 1979      | ф | Великолепный мясник                   | Magnificent Butcher                                                  | Лам Сайвин                                                     |
| 1978      | ф | Жертва                                | San Bat Yau Gei                                                      | Чань Вин                                                       |
| 1980      | ф | Встречи с привидениями                | Encounter of the Spooky Kind                                         | Смелый Чён                                                     |
| 1982      | ф | Мёртвый и смертоносный                | The Dead And The Deadly                                              | Толстяк                                                        |
| 1983      | ф | Победители и грешники                 | Winners And Sinners                                                  | Чайник                                                         |
| 1983      | ф | Проект „А“                            | Project A                                                            | Фэй                                                            |
| 1983      | ф | Зу: Воины с Волшебной горы            | Zu Warriors from the Magic Mountain                                  | Чён Мэй / солдат Армии Красных                                 |
| 1984      | ф | Закусочная на колёсах                 | Wheels On Meals                                                      | Моби                                                           |
| 1984      | ф | Филин и Слонёнок                      | The Owl vs. Bumbo                                                    | Слонёнок                                                       |
| 1984      | ф | Пом Пом                               | Pom Pom                                                              | Чайник (камео)                                                 |
| 1985      | ф | Мои счастливые звёзды                 | My Lucky Stars                                                       | Чайник                                                         |
| 1985      | ф | Мои счастливые звёзды 2               | My Lucky Stars 2                                                     | Фастбак                                                        |
| 1985      | ф | Сердце дракона                        | Heart Of The Dragon                                                  | Тоутоу                                                         |
| 1986      | ф | Безумная миссия счастливых звёзд      | Lucky Stars Go Places                                                | Эрик Чайник                                                    |
| 1986      | ф | Где офицер Туба?                      | Where's Officer Tuba?                                                | Туба                                                           |
| 1986      | ф | Экспресс миллионеров                  | Millionaire’s Express                                                | Чхин Фонтхинь                                                  |
| 1987      | ф | Восточные кондоры                     | Eastern Condors                                                      | Тхун Минсань                                                   |
| 1987      | ф | Человеку свойственно ошибаться        | Piao Сuo Сan                                                         | Тин Сиучун                                                     |
| 1988      | ф | Драконы навсегда                      | Dragons Forever                                                      | Вон Фэйхун                                                     |
| 1988      | ф | Фиктивный брак                        | Paper marriage                                                       | Чинь Поу                                                       |
| 1988      | ф | Раскрашенные лица                     | Painted Faces                                                        | Мастер Ю                                                       |
| 1989      | ф | Восемь лянов золотом                  | 八兩金                                                               | «Стройный» Ченг                                                |
| 1989      | ф | Рикша                                 | Pedicab Driver                                                       | Ло Тхун                                                        |
| 1990      | ф | Встречи с привидениями 2              | Encounters Of The Spooky Kind 2                                      | Храбрый Чеунг                                                  |
| 1990      | ф | Герой в колготках                     | Pantyhose Hero                                                       | Джефф Лау                                                      |
| 1990      | ф | Остров огня                           | Island Of Fire                                                       | Джон Хун                                                       |
| 1991      | ф | Возврата нет                          | Point Of No Return                                                   | Джордж                                                         |
| 1991      | ф | Азартное привидение                   | The Gambling Ghost                                                   | Жирный Большой Брок / Жирный Бао (отец Брока) / Хунг Кау / Гао |
| 1992      | ф | Пендаль привидению / Поймать призрака | Ghost Punting                                                        | Эрик Чайник                                                    |
| 1992      | ф | Раскрашенная кожа                     | Painted Skin                                                         | Taoist Master                                                  |
| 1993      | ф | Служители зла                         | Yi tian tu long ji: Zhi mo jiao jiao zhu                             | Чжан Саньфэн                                                   |
| 1995      | ф | К чёртовой матери!                    | Don't Give a Damn                                                    | офицер Пьер Лау                                                |
| 1996      | ф | Как встретить счастливые звезды       | How to Meet the Lucky Stars                                          | Эрик Чайник                                                    |
| 1996      | ф | Кому-то там наверху я нравлюсь        | Somebody Up There Likes Me                                           | Блэк Джек Хунг                                                 |
| 1997      | ф | Мистер Крутой                         | Mr. Nice Guy                                                         | Велосипедист                                                   |
| 1997      | ф | Американские приключения              | Once Upon a Time in China and America (Once Upon a Time in China VI) |                                                                |
| 1998—2000 | с | Китайский городовой                   | Martial Law                                                          | Саммо Ло                                                       |
| 1999      | с | Крутой Уокер, 8 сезон 17 серия        | Walker, Texas Ranger                                                 | Саммо Ло                                                       |
| 2004      | ф | Вокруг света за 80 дней               | Around the World in 80 Days                                          | Хуан Фэйхун                                                    |
| 2005      | ф | Звезды судьбы                         | S.P.L. Saat po long                                                  | По                                                             |
| 2007      | ф | Миссия близнецов                      | Twins Mission / Seung chi sun tau                                    | Дядюшка Luck                                                   |
| 2009      | ф | Поварское Кунг-фу                     | Kung fu Chefs                                                        | Гон Фу Чу Шень                                                 |
| 2009      | ф | Троецарствие: Возрождение дракона     | Three kingdoms:Resurrection of the dragon                            | Ло Пин-ан                                                      |
| 2010      | ф | Ип Ман 2                              | Yip Man 2: Chung si chuen kei                                        | Мастер Хун                                                     |
| 2010      | ф | Ип Ман: Рождение легенды              | Yip Man chinchyun                                                    | Мастер Чэнь Хуашунь                                            |
| 2011      | ф | Цайлифо                               | Cai Li Fo / Choy Lee Fut                                             | Чжэн Тяньлэй                                                   |
| 2012      | ф | Обнажённый солдат                     | Naked soldier                                                        | Лонг Чжикён                                                    |
| 2012      | ф | Последний магнат                      | The Last Tycoon / Da Shang Hai                                       | Хонг Шоу Тинь                                                  |
| 2014      | ф | Однажды в Шанхае                      | Once Upon a Time in Shanghai                                         | Мастер Тиэ                                                     |
| 2014      | ф | Становление легенды                   | 黃飛鴻之英雄有夢, Rise of the Legend                                 |                                                                |
| 2016      | ф | Мой любимый телохранитель             | 我的特工爺爺                                                         | Дин Ху                                                         |
| 2021      | ф | Септет: История Гонконга              | 七人樂隊                                                             | [ a ]                                                          |
| 2024      | ф | Воины сумерек: Осада Коулуна          | 九龍城寨之圍城                                                       | Великан                                                        |

## Комментарии
1. ↑  сценарист